# Tigridia durangensis
Tigridia durangensis är en irisväxtart som beskrevs av Elwood Wendell Molseed och Robert William Cruden. Tigridia durangensis ingår i släktet Tigridia och familjen irisväxter. Inga underarter finns listade i Catalogue of Life.